# HTML5
HTML5 (HyperText Markup Language, versión 5) es la quinta revisión importante del lenguaje básico de la World Wide Web, HTML. HTML5 específica dos variantes de sintaxis para HTML: una «clásica», HTML (text/html), y una variante XHTML conocida como sintaxis XHTML5 que deberá servirse con sintaxis XML (application/xhtml+xml). Esta es la primera vez que HTML y XHTML se han desarrollado en paralelo.
La versión definitiva de la quinta revisión del estándar se publicó en octubre de 2014.
Al no ser reconocido en viejas versiones de navegadores por sus nuevas etiquetas, se recomienda al usuario común actualizar su navegador a la versión más nueva, para poder disfrutar de todo el potencial que provee HTML 5.
El desarrollo de este lenguaje de marcado es regulado por el Consorcio W3C.

## Nuevos elementos
HTML5 establece una serie de nuevos elementos y atributos que reflejan el uso típico de los sitios web modernos. Algunos de ellos son técnicamente similares a las etiquetas <div> y <span>, pero tienen un significado semántico, como por ejemplo <nav> (bloque de navegación del sitio web) y <footer>.

## Diferencias entre HTML5 y HTML4/XHTML
| Etiqueta     | Atributos de la etiqueta | Comentarios                                                                         |
| <!-- -->     | Estándar o ninguno | Comentarios                                                                         |
| <!DOCTYPE>   | HTML | Estillo                                                                             |
| <a>          | href \| target \| rel \| hreflang \| media \| type | Atributo Añadido: media Atributo cambiado: Target                                   |
| <abbr>       | title |                                                                                     |
| <acronym>    | | Etiqueta Eliminada                                                                  |
| <address>    | Estándar o ninguno |                                                                                     |
| <applet>     | | Etiqueta eliminada                                                                  |
| <area>       | Estándar o ningunos |                                                                                     |
| <article>    | Atributos globales | Nueva etiqueta                                                                      |
| <aside>      | Atributos globales | Nueva etiqueta                                                                      |
| <audio>      | autobuffer \| autoplay \| controls \| loop \| src | Nueva etiqueta                                                                      |
| <b>          | Atributos globales | Etiqueta cambiada                                                                   |
| <base>       | Estándar o ninguno |                                                                                     |
| <basefont>   | | Etiqueta eliminada                                                                  |
| <bdo>        | Estándar o ninguno |                                                                                     |
| <big>        | | Etiqueta eliminada                                                                  |
| <blockquote> | Estándar o ninguno |                                                                                     |
| <body>       | Estándar o ninguno |                                                                                     |
| <br>         | Estándar o ninguno |                                                                                     |
| <button>     | Estándar o ninguno |                                                                                     |
| <canvas>     | height \| width | Nueva etiqueta                                                                      |
| <caption>    | Estándar o ninguno |                                                                                     |
| <center>     | | Etiqueta eliminada                                                                  |
| <cite>       | Atributos globales | Etiqueta cambiada                                                                   |
| <code>       | Estándar o ninguno |                                                                                     |
| <col>        | Estándar o ninguno |                                                                                     |
| <colgroup>   | Estándar o ninguno |                                                                                     |
| <datalist>   | Atributos globales | Nueva etiqueta                                                                      |
| <dd>         | Estándar o ninguno |                                                                                     |
| <del>        | Estándar o ninguno |                                                                                     |
| <details>    | open | Nueva etiqueta                                                                      |
| <dialog>     | Atributos globales | Nueva etiqueta                                                                      |
| <dir>        | | Etiqueta eliminada                                                                  |
| <div>        | Estándar o ninguno | Division                                                                            |
| <dfn>        | Estándar o ninguno |                                                                                     |
| <dl>         | Estándar o ninguno |                                                                                     |
| <dt>         | Estándar o ninguno |                                                                                     |
| <em>         | Estándar o ninguno |                                                                                     |
| <embed>      | height \| src \| type \| width | Nueva etiqueta                                                                      |
| <fieldset>   | Estándar o ninguno |                                                                                     |
| <figure>     | Atributos globales | Nueva etiqueta                                                                      |
| <font>       | | Etiqueta eliminada                                                                  |
| <footer>     | Atributos globales | Nueva etiqueta                                                                      |
| <form>       | Estándar o ninguno |                                                                                     |
| <frame>      | | Etiqueta eliminada                                                                  |
| <frameset>   | | Etiqueta eliminada                                                                  |
| <h1>... <h6> | Estándar o ninguno |                                                                                     |
| <head>       | Estándar o ninguno |                                                                                     |
| <header>     | Atributos globales | Nueva etiqueta                                                                      |
| <hgroup>     | | hgroup se añadió a la especificación HTML5, pero ahora está obsoleta. Usar <header> |
| <hr>         | Ninguno | Etiqueta cambiada                                                                   |
| <html>       | Estándar o ninguno |                                                                                     |
| <i>          | Ninguno | Etiqueta cambiada                                                                   |
| <iframe>     | Estándar o ninguno |                                                                                     |
| <img>        | Estándar o ninguno |                                                                                     |
| <input>      | accept \| alt \| auto-complete \| autofocus \| checked \| disabled \| form \| formaction \| formenctype \| formmethod \| formnovalidate \| formtarget \| height \| list \| max \| maxlength \| min \| multiple \| name \| pattern \| placeholder \| readonly \| required \| size \| src \| step \| type \| value \| width | Etiqueta cambiada: Añadidos 13 elementos a type                                     |
| <ins>        | Estándar o ninguno |                                                                                     |
| <isindex>    | | Etiqueta eliminada                                                                  |
| <kbd>        | Estándar o ninguno |                                                                                     |
| <label>      | Estándar o ninguno |                                                                                     |
| <legend>     | Estándar o ninguno |                                                                                     |
| <li>         | Estándar o ninguno |                                                                                     |
| <link>       | Estándar o ninguno |                                                                                     |
| <mark>       | Atributos globales | Nueva etiqueta                                                                      |
| <map>        | Estándar o ninguno |                                                                                     |
| <menu>       | Estándar o ninguno |                                                                                     |
| <meta>       | Estándar o ninguno |                                                                                     |
| <meter>      | high \| low \| max \| min \| optimum \| value | Nueva etiqueta                                                                      |
| <nav>        | Atributos globales | Nueva etiqueta                                                                      |
| <noframes>   | | Etiqueta eliminada                                                                  |
| <noscript>   | Estándar o ninguno |                                                                                     |
| <object>     | Estándar o ninguno |                                                                                     |
| <ol>         | Estándar o ninguno |                                                                                     |
| <optgroup>   | Estándar o ninguno |                                                                                     |
| <option>     | Estándar o ninguno |                                                                                     |
| <output>     | form | Nueva etiqueta                                                                      |
| <p>          | Estándar o ninguno |                                                                                     |
| <param>      | Estándar o ninguno |                                                                                     |
| <pre>        | Estándar o ninguno |                                                                                     |
| <progress>   | max \| value | Nueva etiqueta                                                                      |
| <q>          | |                                                                                     |
| <ruby>       | cite | Nueva etiqueta                                                                      |
| <rp>         | Atributos globales | Nueva etiqueta                                                                      |
| <rt>         | Atributos globales | Nueva etiqueta                                                                      |
| <s>          | | Etiqueta eliminada                                                                  |
| <samp>       | Estándar o ninguno |                                                                                     |
| <script>     | Estándar o ninguno |                                                                                     |
| <section>    | cite | Nueva etiqueta                                                                      |
| <select>     | Estándar o ninguno |                                                                                     |
| <small>      | Atributos globales | Etiqueta Cambiada                                                                   |
| <source>     | media \| src \| type | Nueva etiqueta                                                                      |
| <span>       | Estándar o ninguno |                                                                                     |
| <strike>     | | Etiqueta eliminada                                                                  |
| <strong>     | Estándar o ninguno |                                                                                     |
| <style>      | Estándar o ninguno |                                                                                     |
| <sub>        | Estándar o ninguno |                                                                                     |
| <sup>        | Estándar o ninguno |                                                                                     |
| <table>      | Estándar o ninguno |                                                                                     |
| <tbody>      | Estándar o ninguno |                                                                                     |
| <td>         | Estándar o ninguno |                                                                                     |
| <textarea>   | Estándar o ninguno |                                                                                     |
| <tfoot>      | Estándar o ninguno |                                                                                     |
| <th>         | Estándar o ninguno |                                                                                     |
| <thead>      | Estándar o ninguno |                                                                                     |
| <time>       | datetime \| pubdate | Nueva etiqueta                                                                      |
| <title>      | Estándar o ninguno |                                                                                     |
| <tr>         | Estándar o ninguno |                                                                                     |
| <tt>         | | Etiqueta eliminada                                                                  |
| <u>          | Define texto que debe tener un estilo diferente del texto normal |                                                                                     |
| <ul>         | Estándar o ninguno |                                                                                     |
| <var>        | Estándar o ninguno |                                                                                     |
| <video>      | src \| poster \| autobuffer \| autoplay \| loop \| controls \| width \| height | Nueva etiqueta                                                                      |
| <xmp>        | | Etiqueta eliminada                                                                  |

Notas:
En amarillo aquellas etiquetas introducidas en esta nueva versión (en rojo aquellas que fueron eliminadas de la especificación HTML5), en azul las etiquetas que han sido cambiadas todo o en parte y en gris las etiquetas eliminadas de esta versión.
Si bien en la práctica los navegadores no lo están teniendo en cuenta para evitar perder cuota de mercado.

## Novedades
- Incorpora etiquetas (canvas 2D y 3D, audio, vídeo) con codecs para mostrar los contenidos multimedia. Actualmente hay una lucha entre imponer codecs libres (WebM + VP8) o privativos (H.264/MPEG-4 AVC).
- Etiquetas para manejar grandes conjuntos de datos: Datagrid, Details, Menu y Command. Permiten generar tablas dinámicas que pueden filtrar, ordenar y ocultar contenido en cliente.
- Mejoras en los formularios. Nuevos tipos de datos (eMail, number, url, datetime …) y facilidades para validar el contenido sin Javascript.
- Visores: MathML (fórmulas matemáticas) y SVG (gráficos vectoriales). En general se deja abierto a poder interpretar otros lenguajes XML.
- Drag & Drop. Nueva funcionalidad para arrastrar objetos como imágenes.

## Web semántica
- Añade etiquetas para manejar la Web semántica (Web 3.0): header, footer, article, nav, time (fecha del contenido), link rel=‘’ (tipo de contenido que se enlaza).
- Estas etiquetas permiten describir cuál es el significado del contenido. Por ejemplo su importancia, su finalidad y las relaciones que existen. No tienen especial impacto en la visualización, se orientan a buscadores.
- Los buscadores podrán indexar e interpretar esta meta información para no buscar simplemente apariciones de palabras en el texto de la página.
- Permite incorporar a las páginas ficheros RDF / OWL (con meta información) para describir relaciones entre los términos utilizados.
- Además, ofrece versatilidad en el manejo y animación de objetos simples, imágenes etc.

## Nuevas API y Javascript
- API para hacer Drag & Drop mediante eventos.
- API para trabajar sin conexión. Permite descargar todos los contenidos necesarios y trabajar en local.
- API de Geolocalización para dispositivos que lo soporten.
- API Storage. Facilidad de almacenamiento persistente en local, con bases de datos (basadas en SQLite) o con almacenamiento de objetos por aplicación o por dominio Web (Local Storage y Global Storage). Se dispone de una Base de datos con la posibilidad de hacer consultas SQL.
- WebSockets. API de comunicación bidireccional entre páginas. Similar a los Sockets de C.
- WebWorkers. Hilos de ejecución en paralelo.
- Estándar futuro. System Information API. Acceso al hardware a bajo nivel: red, ficheros, CPU, memoria, puertos USB, cámaras, micrófonos... Muy interesante, pero con numerosas salvedades de seguridad.

## Ejemplos de códigos HTML5
Código HTML5 para reproducir audio sin la necesidad de plugins

Para video es algo similar.
```
<!DOCTYPE HTML>

<
html
 
LANG
=
"es"
>

  
<
head
>

    
<
meta
 
charset
=
"UTF-8"
>

    
<
title
>
fuente de múltiples elementos
</
title
>

  
</
head
>

  
<
body
>

    
<
audio
 
id
=
"audioTestElem"
 
autobuffer
 
controls
 
>

      
<
source
 
src
=
"test.m4a"
>

      
<
source
 
src
=
"test.ogg"
 
type
=
"audio/ogg; codecs=vorbis"
>

      
<
source
 
src
=
"url"
>

      no audio for you
    
</
audio
>

  
</
body
>

</
html
>

```

Ejemplo de WebWorker (Hilo de ejecución en paralelo)

Es necesario el uso de javascript.
Para el archivo Prueba.html
```
<!DOCTYPE HTML>

<
html
>

 
<
head
>

  
<
title
>
Worker example: One-core computation
</
title
>

 
</
head
>

 
<
body
>

  
<
p
>
The highest prime number discovered so far is: 
<
output
 
id
=
"result"
></
output
></
p
>

  
<
script
>

   
var
 
worker
 
=
 
new
 
Worker
(
'worker.js'
);

   
worker
.
onmessage
 
=
 
function
 
(
event
)
 
{

     
document
.
getElementById
(
'result'
).
textContent
 
=
 
event
.
data
;

   
};

  
</
script
>

 
</
body
>

</
html
>

```

Para el archivo worker.js (fichero con la tarea del nuevo hilo de ejecución infinito)
```
var n = 1;
search: while (true) {
  n += 1;
  for (var i = 2; i 
<
= Math.sqrt(n); i += 1)
    if (n % i == 0)
     continue search;
  // found a prime!
  postMessage(n);
}

```

Ejemplo de Canvas 2D utilizando el API de dibujo
```
<!DOCTYPE HTML>

<
html
>

  
<
head
>

    
<
title
>
HTML5 Canvas example
</
title
>

    
<
script
>

      
function
 
drawPicture
(){

        
// Primero se recupera el objeto canvas a modificar

        
var
 
canvas
 
=
 
document
.
getElementById
(
'example'
);

        
// Luego se le indica la forma de trabajar 2D o 3D

        
var
 
context
 
=
 
canvas
.
getContext
(
'2d'
);

        
// Se comienza a dibujar en el lienzo utilizando objetos

        
// gráficos

        
context
.
fillStyle
 
=
 
"rgb(0,255,0)"
;

        
context
.
fillRect
 
(
25
,
 
25
,
 
100
,
 
100
);

        
context
.
fillStyle
 
=
 
"rgba(255,0,0, 0.6)"
;

        
context
.
beginPath
();

        
context
.
arc
(
125
,
100
,
50
,
0
,
Math
.
PI
*
2
,
true
);

        
context
.
fill
();

        
context
.
fillStyle
 
=
 
"rgba(0,0,255,0.6)"
;

        
context
.
beginPath
();

        
context
.
moveTo
(
125
,
100
);

        
context
.
lineTo
(
175
,
50
);

        
context
.
lineTo
(
225
,
150
);

        
context
.
fill
();

      
}

    
</
script
>

    
<
style
 
type
=
"text/css"
>

      
canvas
 
{
 
border
:
 
2
px
 
solid
 
black
;
 
}

    
</
style
>

  
</
head
>

  
<
body
 
onload
=
"drawPicture();"
>

    
<
canvas
 
id
=
"example"
 
width
=
"260"
 
height
=
"200"
>

    There is supposed to be an example drawing here, but it's not important.
    
</
canvas
>

  
</
body
>

</
html
>

```

Ejemplo de un formulario con nuevos tipos de datos

 Elimina muchas validaciones en Javascript.
(La clave está en el atributo Type).
```
<!DOCTYPE HTML>

<
html
>

  
<
body
>

  
<
form
>

    
<
input
 
name
=
"form_number"
 
id
=
"form_number"
 
type
=
"number"
 
min
=
"1"
 
max
=
"10"
 
>

    
<
input
 
name
=
"form_date"
 
id
=
"form_date"
 
type
=
"date"
>

    
<
input
 
name
=
"form_month"
 
id
=
"form_month"
 
type
=
"month"
>

    
<
input
 
name
=
"form_week"
 
id
=
"form_week"
 
type
=
"week"
>

    
<
input
 
name
=
"form_time"
 
id
=
"form_time"
 
type
=
"time"
>

    
<
input
 
name
=
"form_url"
 
id
=
"form_url"
 
type
=
"url"
 
list
=
"url_list"
>

    
<
datalist
 
id
=
"url_list"
>

        
<
option
 
value
=
"http://www.google.com"
 
label
=
"Google"
>

        
<
option
 
value
=
"http://net.tutsplus.com"
 
label
=
"NetTuts+"
>

    
</
datalist
>

    
<
input
 
name
=
"form_email"
 
id
=
"form_email"
 
type
=
"email"
 
list
=
"email_list"
 
multiple
>

    
<
datalist
 
id
=
"email_list"
>

       
<
option
 
value
=
"jane.doe@test.com"
 
label
=
"Jane Doe"
>

       
<
option
 
value
=
"john.doe@test.com"
 
label
=
"John Doe"
>

    
</
datalist
>

    
<
input
 
name
=
"form_telephone"
 
id
=
"form_telephone"
 
type
=
"tel"
>

    
<
input
 
name
=
"form_color"
 
id
=
"form_color"
 
type
=
"color"
>

    
<
label
>

        Attachments:
        
<
input
 
type
=
"file"
 
multiple
 
name
=
"att"
>

    
</
label
>

    
<
input
 
name
=
"x"
 
type
=
"range"
 
min
=
"100"
 
max
=
"700"
 
step
=
"9.09090909"
 
value
=
"509.090909"
>

  
</
form
>

  
</
body
>

</
html
>

```

Ejemplo de geoposicionamiento
```
<!DOCTYPE HTML>

<
html
>

<
head
>

<
title
>
 Geo  Localizations 
</
title
>

</
head
>

<
body
>

<
script
 
language
=
"javascript"
>

function
 
obtener_localizacion
()
 
{

  
navigator
.
geolocation
.
getCurrentPosition
(
coordenadas
);

}

function
 
coordenadas
(
position
)
 
{

  
var
 
latitud
 
=
 
position
.
coords
.
latitude
;

  
var
 
longitud
 
=
 
position
.
coords
.
longitude
;

  
alert
(
'Tus coordenadas son: ('
+
latitud
+
','
+
longitud
+
')'
);

}

</
script
>

<
a
 
href
=
"javascript:obtener_localizacion();"
>
Mostrar Posición
</
a
>

</
body
>

</
html
>

```